# Lufthansa Italia

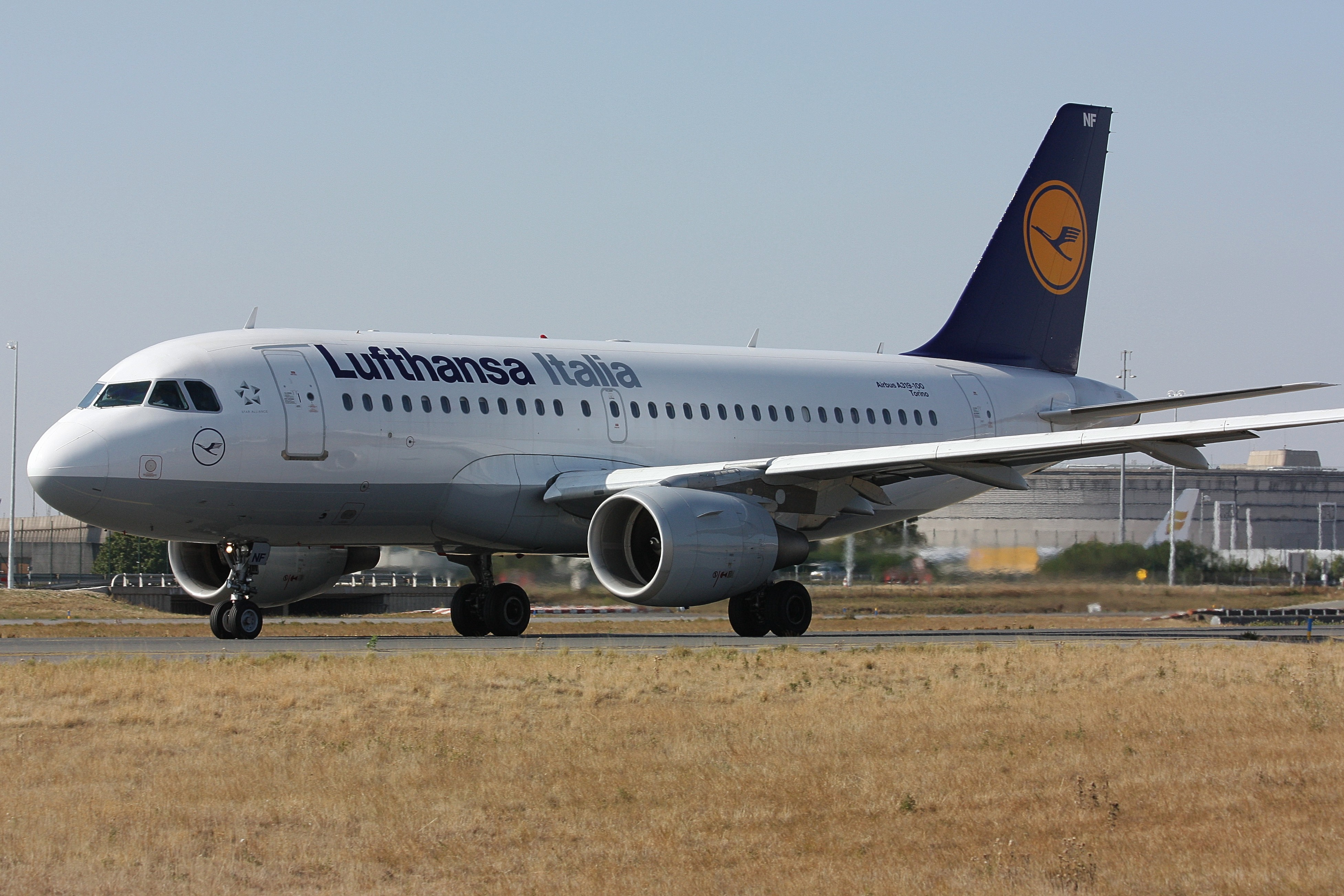
A319 "Torino" à l'aéroport de Roissy-CDG

Lufthansa Italia était une compagnie aérienne italienne, filiale de Lufthansa qui a commencé ses opérations le 2 février 2009.  Un arrêt définitif des opérations a eu lieu fin octobre 2011.
Le premier vol de cette compagnie a eu lieu le 2 février 2009 avec deux destinations desservies, Barcelone (vol LH1790) et Paris-Charles-de-Gaulle (LH1770) à partir de l'aéroport de Milan Malpensa. Sa flotte sera de six aéronefs (Airbus A319 à 138 places). Les deux premiers portent le nom de Milano et de Varese.

La compagnie détient un certificat de transporteur aérien italien.

## Historique
Le 2 mars 2009, elle a commencé les services pour Bruxelles, Budapest, Bucarest et Madrid, puis, à la fin du mois, elle a ouvert des liaisons vers Londres-Heathrow et Lisbonne. En raison du succès initial, Lufthansa a étendu son offre aux vols intérieurs italiens : à compter du 1er avril 2009, elle a commencé des services à partir de Milan Malpensa : Rome Fiumicino (trois vols par jour, n'opère plus), Bari (un vol) et Naples (deux vols quotidiens). Lufthansa Italia avait positionné en tout neuf aéronefs à Milan Malpensa, avec lesquels elle desservait également sept villes européennes, en plus des deux villes italiennes. 
Karl Ulrich Garnadt, membre du conseil d'administration de Lufthansa, envisageait déjà en mars 2009 des vols intercontinentaux à partir de Milan, faisant de Malpensa un hub supplémentaire de la compagnie. En effet la compagnie avait demandé 10 droits pour opérer des vols supplémentaires entre Milan et des nouvelles destinations nationales, internationales et intercontinentales, mais il n'y a pas eu d'ouvertures. Pour les vols à long parcours la compagnie avait envisagé d'utiliser un Airbus A330-300 (ou A300) et 4 A340-300. Des vols entre Milan Linate et Fiumicino ont été refusés par les autorités italiennes, malgré la demande de la compagnie de les assurer (monopole de fait d'Alitalia). Bruxelles et Rome Fiumicino ont cessé d'opérer, mais la compagnie a annoncé qu'elle allait ouvrir 3 destinations régulières et 3 destinations estivales, ainsi que l'augmentation des fréquences de plusieurs destinations, même si Londres sera réduite d'une fréquence durant cette période.
Le 21 juillet 2010 la compagnie a annoncé l'ouverture de deux nouvelles destinations : Prague et Catane, qui seraient desservies avec vols quotidiens à partir du 31 octobre 2010.
Pour des raisons commerciales, la maison mère (Lufthansa) a décidé de la fermeture de Lufthansa Italia le 23 mai 2011. Cet arrêt définitif des opérations aura lieu fin octobre 2011.

## Flotte
- 7 Airbus A319-100

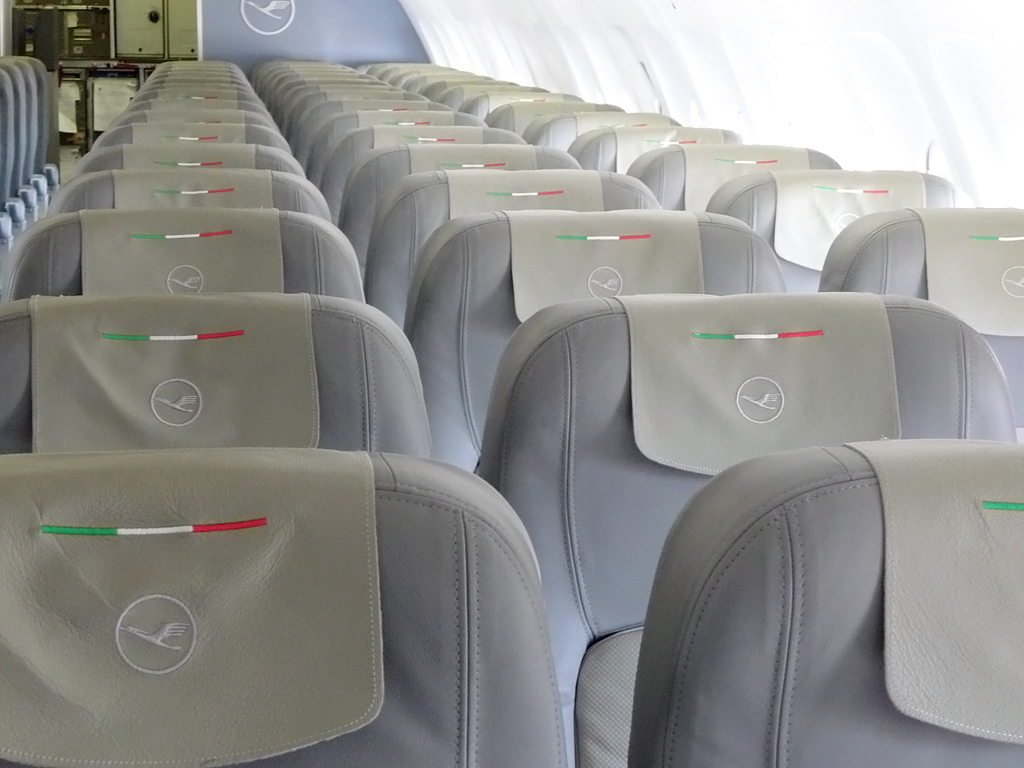

- 1 Airbus A319-100 de Lufthansa en location
- 1 Airbus A319-100 de bmi en location

## Destinations
destinations accessibles au départ de l'aéroport de Milan Malpensa
Italie
- Bari
- Catane
- Naples
- Olbia
- Palerme

Europe
- Barcelone
- Budapest
- Bucarest
- Ibiza
- Lisbonne
- Londres
- Madrid
- Paris
- Prague
- Stockholm
- Varsovie

Afrique
- Casablanca

## Note
1. 1 2 3  code de Deutsche Lufthansa AG
2. ↑  « fly-lufthansa-italia.com/lhita… »(Archive.org • Wikiwix • Archive.is • Google • Que faire ?).

## Links
- Lufthansa Italia
- Deutsche Lufthansa AG
- Communiqué de presse du 23 mai 2011